# John W. A. Sanford
John W. A. Sanford (* 28. August 1798 bei Milledgeville, Baldwin County, Georgia; † 12. September 1870 ebenda) war ein US-amerikanischer Politiker. Im Jahr 1835 vertrat er den Bundesstaat Georgia im US-Repräsentantenhaus.

## Werdegang
John Sanford besuchte die öffentlichen Schulen seiner Heimat und studierte danach an der Yale University. Nach seiner Studienzeit wurde er in Georgia in der Landwirtschaft tätig. Politisch schloss er sich Andrew Jackson und dessen Demokratischer Partei an. Bei den staatsweit abgehaltenen Kongresswahlen des Jahres 1834 wurde Sanford für das fünfte Abgeordnetenmandat von Georgia in das US-Repräsentantenhaus in Washington, D.C. gewählt, wo er am 4. März 1835 die Nachfolge von Richard Henry Wilde antrat. Sanford trat aber bereits am 25. Juli 1835 von seinem Mandat zurück, noch bevor der Kongress zu seiner konstituierenden Sitzung zusammengetreten war.
Sanfords Rücktritt erfolgte, weil er persönlich an der Vertreibung der Cherokee-Indianer aus dem Staat Georgia teilnehmen wollte. Diese juristisch umstrittene Vertreibung war im Indian Removal Act festgelegt worden. Der Supreme Court unter dem Vorsitz von John Marshall hatte aber die Durchführung des Gesetzes als nicht verfassungskonform verworfen. Dessen ungeachtet ließ Präsident Andrew Jackson das Gesetz durchsetzen. John Sanford verzichtete zur Unterstützung dieser Maßnahme sogar auf sein Mandat im Kongress. Bei den nun folgenden militärischen Maßnahmen gegen die Indianer wurde er Major der Staatstruppen von Georgia.
1837 wurde Sanford in den Senat von Georgia gewählt. Auch von diesem Mandat trat er noch vor der konstituierenden Sitzung zurück. Zwischen 1841 und 1843 war Sanford als Secretary of State der geschäftsführende Beamte der Regierung von Georgia. Im Jahr 1850 war er Mitglied auf einer Versammlung, in der über die Lage des Südens und die Haltung Georgias in dem immer schärfer werdenden Gegensatz zwischen den Landesteilen beraten wurde. John Sanford überlebte noch den Bürgerkrieg. Er starb am 12. September 1870 in Milledgeville.